# 1993 en cyclisme
| Années du cyclisme : 1990 - 1991 - 1992 - 1993 - 1994 - 1995 - 1996    |
| Décennies du cyclisme : 1960 - 1970 - 1980 - 1990 - 2000 - 2010 - 2020 |

Les faits marquants de l'année 1993 en cyclisme.

## Par mois

### Mars
- 20 mars : Maurizio Fondriest gagne Milan-San Remo.

### Avril
- 4 avril : Johan Museeuw gagne le Tour des Flandres.
- 11 avril : Gilbert Duclos-Lassalle s'offre une deuxième victoire consécutive sur Paris-Roubaix
- Rolf Sørensen gagne Liège-Bastogne-Liège.

### Mai
- 16 mai : le Tour d'Espagne est remporté par le Suisse Tony Rominger pour la deuxième année d'affilée.

### Juin
- 13 juin : Miguel Indurain obtient sa deuxième victoire consécutive sur le Tour d'Italie.

### Juillet
- 17 juillet : Graeme Obree bat le record de l'heure au Vikingskipet de Hamar, en Norvège. Il parcourt 51,596 km. Francesco Moser détenait ce record depuis 1984[1],[2].
- 23 juillet : au vélodrome de Bordeaux, Chris Boardman bat le record établi une semaine plus tôt par Graeme Obree. Il parcourt 52,270 km[3],[2].
- 25 juillet : Miguel Indurain réalise un deuxième doublé Giro-Tour de France.

### Août
- 18 juillet : aux championnats du monde sur piste à Hamar, Philippe Ermenault termine premier des qualifications du tournoi de poursuite, en battant le record du monde : il parcourt les 4 km en 4 min 23 s 283[4]. En demi-finale, Graeme Obree bat à son tour ce record, en 4 min 22 s 668. Il élimine Chris Boardman, tandis qu'Ermenault se qualifie pour la finale en devançant Shaun Wallace[5].
- 19 août : Graeme Obree remporte la médaille d'or du championnat du monde de poursuite individuelle en devançant en finale Philippe Ermenault. Il bat à nouveau le record du monde en parcourant les 4 kilomètres en 4 min 20 s 894[6].
- 29 août : Lance Armstrong devient champion du monde sur route professionnel.

### Septembre
- Francis Moreau remporte Paris -Bruxelles

### Octobre
- 9 octobre : le Suisse Pascal Richard remporte le Tour de Lombardie.

## Principales naissances
- 5 janvier : Jolanda Neff, pilote de VTT suisse.
- 20 janvier : Katy Marchant, cycliste britannique.
- 5 février : Anastasiia Voinova, cycliste russe.
- 2 mars : Pieter Bulling, cycliste néo-zélandais.
- 21 mars : Anass Aït El Abdia, cycliste marocain.
- 30 mars : Casper von Folsach, cycliste danois.
- 2 mai : Owain Doull, cycliste britannique.
- 1er juin : Allison Beveridge, cycliste canadienne.
- 18 juin : Alex Frame, cycliste néo-zélandais.
- 6 novembre : Thalita de Jong, cycliste néerlandaise.
- 16 novembre : Stefan Küng, cycliste suisse.
- 22 décembre : Alexander Edmondson, cycliste australien.